# Изумрудный город (телесериал)
«Изумру́дный го́род» (англ. Emerald City) — американский фантастический телесериал, снятый Тарсемом Сингхом и основанный на книгах о стране Оз писателя Ф. Л. Баума. Двухчасовая премьера сериала состоялась 6 января 2017 года на телеканале NBC.
Телесериал был закрыт после одного сезона 4 мая 2017 года.

## Сюжет
После того как торнадо переносит Дороти Гейл из Канзаса в страну Оз, она отправляется на поиски Волшебника, не подозревая, что ей предначертано исполнить пророчество, которое изменит всё.

## В ролях

### Основной состав
- Адриа Архона — Дороти Гейл[3]
- Оливер Джексон-Коэн — Роан / Лукас[4]
- Ана Улару — Запад[4]
- Мидо Хамада — Имонн[5]
- Герран Хауэлл — Джек[4]
- Джордан Логран — Тип[5]
- Джоэли Ричардсон — Глинда[6]
- Винсент Д’Онофрио — Фрэнк Морган / Волшебник[5]

### Второстепенный состав
- Флоренс Касумба — Восток
- Изабель Лукас — Анна
- Рокси Стернберг — Элизабет[7]
- Фиона Шоу — Момби
- Стефани Мартини — принцесса Лангвидер
- Оулавюр Дарри Оулафссон — Оджо

## Производство
Телесериал был создан Мэттью Арнольдом, который представил студии Universal Television новое мрачное видение «Волшебника страны Оз». Арнольд написал сценарий к пилотному эпизоду, и NBC сделал прямой заказ (без съёмок пилотного эпизода) первого сезона из десяти серий. Джош Фридман был назначен шоураннером сериала.
Изначально «Изумрудный город» должен был выйти в 2016 году, а съёмки — начаться в 2014 году. Однако шоу было отменено ещё до старта производства из-за творческих разногласий между Фридманом и студией.
15 апреля 2015 года канал NBC сменил курс и принял решение снимать сериал. 14 июля того же года было объявлено, что Тарсем Сингх снимет все десять эпизодов первого сезона, а Дэвид Шулнер стал новым шоураннером сериала, заменив Джоша Фридмана; Шон Кэссиди присоединился к команде сериала в качестве исполнительного продюсера.

## Эпизоды
| №  | Название                                              | Режиссёр     | Автор сценария                                                                     | Дата премьеры   | Зрители в США (млн) |
| -- | ----------------------------------------------------- | ------------ | ---------------------------------------------------------------------------------- | --------------- | ------------------- |
| 1  | «Вечный зверь» «The Beast Forever»                    | Тарсем Сингх | История: Мэттью Арнольд и Джош Фридман Телесценарий: Джош Фридман и Мэттью Арнольд | 6 января 2017   | 4,49                |
| 2  | «Темница Презренных» «Prison of the Abject»           | Тарсем Сингх | История: Мэттью Арнольд и Джош Фридман Телесценарий: Джастин Добл и Дэвид Шулнер   | 6 января 2017   | 4,49                |
| 3  | «Госпожа. Новая Госпожа» «Mistress - New - Mistress»  | Тарсем Сингх | История: Джастин Добл и Николь Беатти Телесценарий: Джастин Добл и Дэвид Шулнер    | 13 января 2017  | 3,22                |
| 4  | «Наука и магия» «Science and Magic»                   | Тарсем Сингх | История: Шери Холман Телесценарий: Шон Кэссиди                                     | 20 января 2017  | 2,83                |
| 5  | «Все лгут» «Everybody Lies»                           | Тарсем Сингх | История: Хэлли Гросс Телесценарий: Наоми Хисако Изука                              | 27 января 2017  | 2,79                |
| 6  | «Прекрасная и ужасная» «Beautiful Wickedness»         | Тарсем Сингх | История: Леа Фонг Телесценарий: Келли Сью ДеКонник                                 | 3 февраля 2017  | 2,42                |
| 7  | «Это моя семья» «They Came First»                     | Тарсем Сингх | Трэйси Белломо                                                                     | 10 февраля 2017 | 2,34                |
| 8  | «Львы зимой» «Lions in Winter»                        | Тарсем Сингх | Шон Кэссиди                                                                        | 17 февраля 2017 | 2,47                |
| 9  | «Злодеями не рождаются» «'The Villain That's Become'» | Тарсем Сингх | Трэйси Белломо                                                                     | 24 февраля 2017 | 2,36                |
| 10 | «Дом, милый дом» «No Place Like Home»                 | Тарсем Сингх | Джош Карлебах и Дэвид Шульнер                                                      | 3 марта 2017    | 2,87                |

## Критика
«Изумрудный город» получил смешанные отзывы критиков. На сайте-агрегаторе Rotten Tomatoes первый сезон держит 38 % «свежести», что основано на 39 отзывах критиков со средним рейтингом 5,2 из 10. Критический консенсус сайта гласит: «Тёмный и мрачный, но также запутанный и надуманный „Изумрудный город“ является смесью „Игры престолов“ и „Волшебника страны Оз“, о которой никто не просил». На Metacritic первый сезон получил 47 баллов из ста, что основано на 29 «смешанных и средних» рецензиях.
В России о сериале нейтрально отзывались авторы изданий Film.ru и «Мир фантастики», которые раскритиковали сюжет, но отметили визуальную красоту.